# Запоток (Іг)
Запоток (словен. Zapotok) — поселення в общині Іг, Осреднєсловенський регіон, Словенія. Висота над рівнем моря: 631,6 м.